# Bích huyết kiếm (phim truyền hình 2007)
Bích huyết kiếm (tiếng Trung: 碧血劍) là bộ phim truyền hình Trung Quốc do Trương Kỷ Trung sản xuất dựa theo tiểu thuyết cùng tên của nhà văn Kim Dung. Bộ phim được phát sóng lần đầu tiên trên Đài truyền hình CTV của Đài Loan vào năm 2008.

## Tóm tắt phim
Cuối thời Minh, đại tướng Viên Sùng Hoán bị cáo buộc oan tội tư thông với ngoại biên và bị hoàng đế Sùng Trinh xử tử.Con trai Viên Sùng Hoán là Viên Thừa Chí sống sót được về Hoa Sơn và được Mục Nhân Thanh truyền dạy võ nghệ. Viên Thừa Chí khi lớn lên học được võ nghệ cao cường,gia nhập lực lượng khởi nghĩa của Lý Tự Thành lật đổ triều đình nhà Minh và bảo vệ Trung Quốc trước sự xâm lược của quân Mãn Châu ở phía bắc.

## Diễn viên
- Đậu Trí Khổng: Viên Thừa Chí
- Huỳnh Thánh Y: Hạ Thanh Thanh
- Tôn Phi Phi: A Cửu
- Tiêu Thục Thận: Hà Thiết Thủ
- Mã Tô: An Tiểu Tuệ
- Quách Kim: Hà Hồng Dược
- Cao Hổ: Sùng Trinh
- Trần Vĩ: Viên Sùng Hoán
- Triệu Nghị: An Kiếm Thanh
- Lưu Nãi Vân: Ngọc Chân Tử
- Tiêu Ân Tuấn: Kim Xà lang quân (Hạ Tuyết Nghi)
- Hà Tình: Ôn Nghi
- Trình Hạo Phong: Lý Nham
- Dương Niệm Sinh: Trình Thanh Trúc
- Lưu Phi Trung: Sa Thiên Quảng
- Chu Hiểu Tân: Hồng Thắng Hải
- Lý Minh: Hồ Quế Nam
- Vu Thừa Huệ: Mục Nhân Thanh
- Cơ Kỳ Lân: Mộc Tang đạo nhân
- Ngọ Mã: Ôn Phương Đạt
- Trương Hành Bình: Ôn Phương Ngộ
- Hầu Dược Thu: Ôn Phương Nghĩa
- Quách Hoành Kiệt: Ôn Phương Sơn
- Bạch Tuấn Kiệt: Ôn Phương Thi
- Lý Trung Hoa: Tiêu Công Lễ
- Ngô Đình: Tiêu Uyển Nhi
- Vương Vệ Quốc: Lý Tự Thành
- Ba Âm: Đa Nhĩ Cổn
- Mã Kiệt Lâm: Tề Vân Ngao
- Vương Lộ Dao: An Đại Nương
- Điền Trọng: Thôi Hy Mẫn
- Vương Cương: Quy Tân Thụ
- Hà Tư Dung: Quy nhị nương
- Trương Á Khôn: Mai Kiếm Hòa
- Hàn Hiểu: Tôn Trọng Quân
- Tô Mậu: Tôn Trọng Thọ
- Trần Khải: Ôn Chính
- Tôn Vĩ: Động Huyền
- Dương Dương: Lưu Phương Lượng
- Từ Bách Hủy: Hồng Nương tử
- Quách Tấn Tân: Chu An Quốc
- Hồ Khánh Sĩ: Tào Hóa Thuần
- Lã Thế Cương: Huệ Vương
- Trát Tây: Ngụy Đào Thanh
- Lý Quân: Vương Thừa Ân
- Mã Tử Tuấn: Thiết La Hán
- Trần Chu: Hoàng Chân
- Viên Phi: Lộ Nhi
- Kiều Vũ: La Lập Như
- Lý Đông Quả: Mẫn Tử Hoa
- Vương Kiến Quốc: Chử Hồng Liễu
- Trương Kỷ Trung: Mạnh Bá Phi
- Quan Hiểu Vũ: Mạnh Tranh
- Tôn Giao Long: Đinh Du
- Đào Cát Tân: Trịnh Khởi Vân
- Triệu Cường: Sử Bỉnh Văn
- Lý Viễn: Sử Bỉnh Quang
- Lý Cường: Vinh Thái
- Vương Văn Thăng: Lưu Tông Mẫn
- Đổng Chí Thần: Đơn Thiết Sinh
- Quách Tiểu An: Thập Lực đại sư
- Lý Vĩ: Hồ lão tam
- Lỗ Băng Hoa: Vạn Thiên
- Tôn Kiến Giang: Trương Cát Hổ
- Lý Văn Dĩnh: Hoàng hậu
- Hác Nhất Bình: Tổ Đại Thọ
- Nhậm Học Hải: Phạm Văn Trình
- Tào Hoa: Mã công tử
- Vương Cửu Thắng: Trương Triêu Đường
- Dương Phàm Nhất: Thái tử
- Tôn Mộng Phi: Lã Thất tiên sinh
- Hứa Hồng Chu: Tiền Thông Tứ
- Vương Giang Hoa: Thủy Giám
- Mã Đông: Đổng Khai Sơn
- Hàn Chấn Hoa: Tống Hiến Sách
- Quách Hy Thụy: Ngưu Kim Tinh
- Tô Cương: La Đại Thiên
- Trương Kiệt: Long Đức Lân
- Hồ Tiểu Hà: Kim Bức
- Trần Vệ Quốc: Lương Ngân Long
- Triệu Huề Tuyền: Nhiếp Thiên Phong
- Chu Kỷ Vĩ: Đàm Văn Lý
- Henry (Đức): Lôi Mông (Raymond)
- Lý Chí Viễn: Bỉ Đắc (Peter)
- Kerry Berry Brogan (Khải Thụy - Hoa Kỳ): Nhược Khắc Lâm (Rooklyn)

## Thông tin thêm
- Một số cảnh quay quân Mông Cổ công phá thành Tương Dương trong phim Thần điêu đại hiệp 2006 được bộ phim này sử dụng lại để thế hiện quân của Lý Tự Thành đánh Bắc Kinh của nhà Minh (đời vua Sùng Trinh)